# Фрикасе

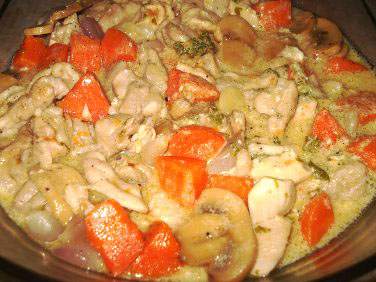
Фрікасе з курки

Фрикасе́ (від фр. fricassée — «всяка всячина»; від дієслова fricasser — «смажити, тушкувати») — страва з молодого ніжного м'яса на кістці. Зазвичай готується з телятини, курятини або кролятини. Має досить складну технологію приготування — спершу м'ясо обсмажується, потім доготовлюється в густому соусі з яйцями, тому страва виходить не смаженою, вареною чи тушеною, а чимось середнім.
Як гарнір до фрикасе часто подають відварений рис. У фрикасе також додаються печериці, зелений горошок, спаржа і каперси.